# Heterocithara seriliola
Heterocithara seriliola é uma espécie de gastrópode do gênero Heterocithara, pertencente à família Mangeliidae.